# 阿加茨
阿加茨（Agats）是印度尼西亚巴布亚省阿斯马特县的行政中心，位于巴布亚省西南部，Asewet河的河口处，滨邻阿拉弗拉海。2010年人口约1400。城镇位于Aswetsj河的河口附近。1938年荷兰在阿加茨设了一个政府机构。